# (8498) Ufa
(8498) Ufa ist ein Asteroid des äußeren Hauptgürtels, der von der ukrainisch-sowjetischen Astronomin Ljudmyla Schurawlowa am 15. September 1990 am Krim-Observatorium in Nautschnyj (IAU-Code 095) entdeckt wurde. Unbestätigte Sichtungen des Asteroiden hatte es vorher schon am 18. und 19. Februar 1977 (1977 DL5) am japanischen Kiso-Observatorium sowie am 20. und 21. Februar 1982 (1982 DE2) am Kleť-Observatorium bei Český Krumlov gegeben.
Der Asteroid gehört zur Eos-Familie, einer Gruppe von Asteroiden, welche typischerweise große Halbachsen von 2,95 bis 3,1 AE aufweisen, nach innen begrenzt von der Kirkwoodlücke der 7:3-Resonanz mit Jupiter, sowie Bahnneigungen zwischen 8° und 12°. Die Gruppe ist nach dem Asteroiden (221) Eos benannt. Es wird vermutet, dass die Familie vor mehr als einer Milliarde Jahren durch eine Kollision entstanden ist. Die zeitlosen (nichtoskulierenden) Bahnelemente von (8498) Ufa sind fast identisch mit denjenigen des kleineren, wenn man von der Absoluten Helligkeit von 16,6 gegenüber 12,7 ausgeht, Asteroiden (216812) 2006 TA118.
(8498) Ufa wurde am 24. Januar 2000 nach Ufa benannt, der Hauptstadt der russischen Republik Baschkortostan.